# 운주초등학교 고당분교
운주초등학교 고당분교는 전라북도 완주군 운주면 금고당로 651-16 (고당리)에 있었던 분교이다.

## 연혁
- 1946년 5월 10일 고당사립학교 개설
- 1954년 9월 1일 운선국민학교 고당분교장
- 1957년 5월 15일 산북국민학교로 이관
- 1963년 11월 21일 고당국민학교로 승격
- 분교장 격하(일자 미상)
- 1999년 3월 1일 운주초등학교로 통폐합